# Crataegus ashei
Crataegus ashei es una especie de planta del género Crataegus, perteneciente a la familia Rosaceae.

## Taxonomía
Crataegus ashei fue descrita por Chauncey Delos Beadle en 1900.

## Distribución
Se encuentra en el territorio de Alabama, Luisiana, Misisipi y Tennessee.